# Xanthia siphuncula
Xanthia siphuncula là một loài bướm đêm trong họ Noctuidae.